# Lekunberri
|  | Per a altres significats, vegeu «Lekunberri (Baixa Navarra)». |

Lekunberri (oficialment en basc, en castellà Lecumberri) és un municipi de Navarra, a la comarca de Nord d'Aralar, dins la merindad de Pamplona, a 30 km de la capital, Pamplona.
Té una església gòtica dedicada a sant Joan Baptista, amb un retaule major barroc i dos retaules renaixentistes més petits.

## Etimologia
El nom del poble ve clarament de l'euskera, desglossant-se en:
Leku: Lloc
Berri: Nou

## Geografia
Situat entre Pamplona i Sant Sebastià, a la carretera N-130, ha sigut tradicionalment un lloc de pas entre les muntanyes, al centre de la vall de Larraun i al peu de la Serra d'Aralar.
Hi passava el ferrocarril de Sant Sebastià a Pamplona, de via estreta, conegut com a ferrocarril del Plazaola, ja desaparegut i convertit, en aquest i d'altres trams, en via verda.

## Demografia
| Evolució demogràfica                                  | Evolució demogràfica | Evolució demogràfica | Evolució demogràfica | Evolució demogràfica | Evolució demogràfica | Evolució demogràfica | Evolució demogràfica | Evolució demogràfica | Evolució demogràfica | Evolució demogràfica |
| 1996                                                  | 1998                 | 1999                 | 2000                 | 2001                 | 2002                 | 2003                 | 2004                 | 2005                 | 2006                 | 2007                 |
| ----------------------------------------------------- | -------------------- | -------------------- | -------------------- | -------------------- | -------------------- | -------------------- | -------------------- | -------------------- | -------------------- | -------------------- |
| 846                                                   | 838                  | 834                  | 825                  | 861                  | 871                  | 856                  | 851                  | 1 050                | 1 085                | 1 178                |
| Fonts: Lekunberri i Institut d'Estadística de Navarra |                      |                      |                      |                      |                      |                      |                      |                      |                      |                      |

## Administració
Pertany al partit judicial de Pamplona. Lekunberri ha sigut històricament un dels 16 consells de la vall de Larraun, sent el nucli més poblat i la capital d'aquesta vall. El municipi de Lekunberri va sorgir a principis de la dècada dels 90 degut a un contenciós politicoadministratiu que va enfrontar al consell de Lekunberri amb els consells restants de la vall i el mateix ajuntament de Larraun. El conflicte es va solucionar amb la secessió del consell, que va passar a ser municipi independent.

## Fills il·lustres
- El grup de rock alternatiu Berri Txarrak és originari de Lekunberri.[3]